# 日比格涅夫·博涅克
日比格涅夫·卡齐米日·博涅克（Zbigniew "Zibì" Kazimierz Boniek，1956年3月3日—），生于比得哥什，是前波兰足球运动员、足球经理，当前是波蘭足球協會的负责人。
他在80年代前期的戰功極為輝煌，於1982年率領波蘭隊在世界盃獲得季軍後，他和在同屆世界杯獲得殿軍的法國名將普拉蒂尼，因世界盃上的的傑出表現，一同獲得義甲豪門尤文圖斯的招攬，並在該隊贏得欧洲杯赛冠军杯(1984)和歐洲冠軍聯賽(1985)。他曾经踢过中场，也可作前鋒，被认为是波兰历史上最伟大的球员之一，被贝利选为2004年仍在世的百位伟大球员。

## 榮譽
維茲夫羅茲俱樂部
- 波蘭甲級聯賽：1980–81、1981–82

尤文圖斯
- 意大利足球甲級聯賽：1983–84
- 意大利盃：1982–83
- 歐洲冠軍聯賽：1984–85
- 歐洲超級盃：1984
- 歐洲盃賽冠軍盃：1983–84

羅馬
- 義大利盃：1985–86

波蘭
- 國際足協世界盃季軍：1982[4]

個人榮譽
- 波蘭年度最佳新秀：1976年[5]
- 《Piłka Nożna》波蘭年度足球先生：1978年、1982年[6]
- 金球獎第三名：1982年[7]
- 國際足總世界盃全明星隊：1982年[8]
- ADN東歐年度最佳足球員：1982年[9]
- FIFA 100：2004年[2]
- 金足獎傳奇獎：2009年[10]
- FAI國際足球獎 – 國際人物獎：2012年[11]
- 義大利足球名人堂：2019年[12]
- 波蘭足球協會世紀國家隊：1919–2019年[13]

榮譽
- 1982年獲頒波蘭復興勳章騎士十字勳章  Krzyż Kawalerski Orderu Odrodzenia Polski [14]
- 1997年獲頒義大利共和國功績勳章三等騎士勳章  Commendatore Ordine al Merito della Repubblica Italiana [15]